# Манхаттан-Бич (город, Миннесота)
Манхаттан-Бич (англ. Manhattan Beach) — город в округе Кроу-Уинг, штат Миннесота, США. На площади 4,6 км² (3,9 км² — суша, 0,7 км² — вода), согласно переписи 2002 года, проживают 50 человек. Плотность населения составляет 12,8 чел./км².
- Телефонный код города — 218
- Почтовый индекс — 56442
- FIPS-код города — 27-39806[1]
- GNIS-идентификатор — 0647435[2]